# Amsterdamse Veerkade
De Amsterdamse Veerkade is thans een straat in Den Haag die tussen het Spui en de Stille Veerkade loopt. De overgang van beide straten is op de kruising met de Wagenstraat. In 2005 was deze straat in het nieuws omdat het de vuilste (qua luchtvervuiling) straat van Nederland zou zijn. Ver voor die tijd was het een overslagpunt voor goederen die per schip uit Amsterdam werden aangevoerd.

## Geschiedenis
De Amsterdamse Veerkade is gegraven als zijtak van het Spui. Omdat het Spui naar de Trekvliet liep breidde de stad zich langs het Spui in de richting van Rijswijk uit. Prins Maurits verordonneerde de bouw van een Haagse grachtengordel waardoor dwars op het Spui de Bierkade ontstond als zuidoostelijk deel van de singelgracht. In de rechthoek van Bierkade en het vervolg daarop, de Zuidwal, Lange gracht en Paviljoensgracht maakte boerderijen plaats voor huizenbouw. Om de afwatering van de veengrond en het prestige van de te bouwen huizen te vergroten, plande men rond 1625 de Amsterdamse en de Stille Veerkade als extra gracht en als haven voor de overslag van goederen. De gemeente stelde voorschriften op over de minimale hoogte en breedte van de nieuwe panden en zorgde voor boomaanplant aan de kades. Zo ontstond een woon- en werkwijk voor de betere burgerij.

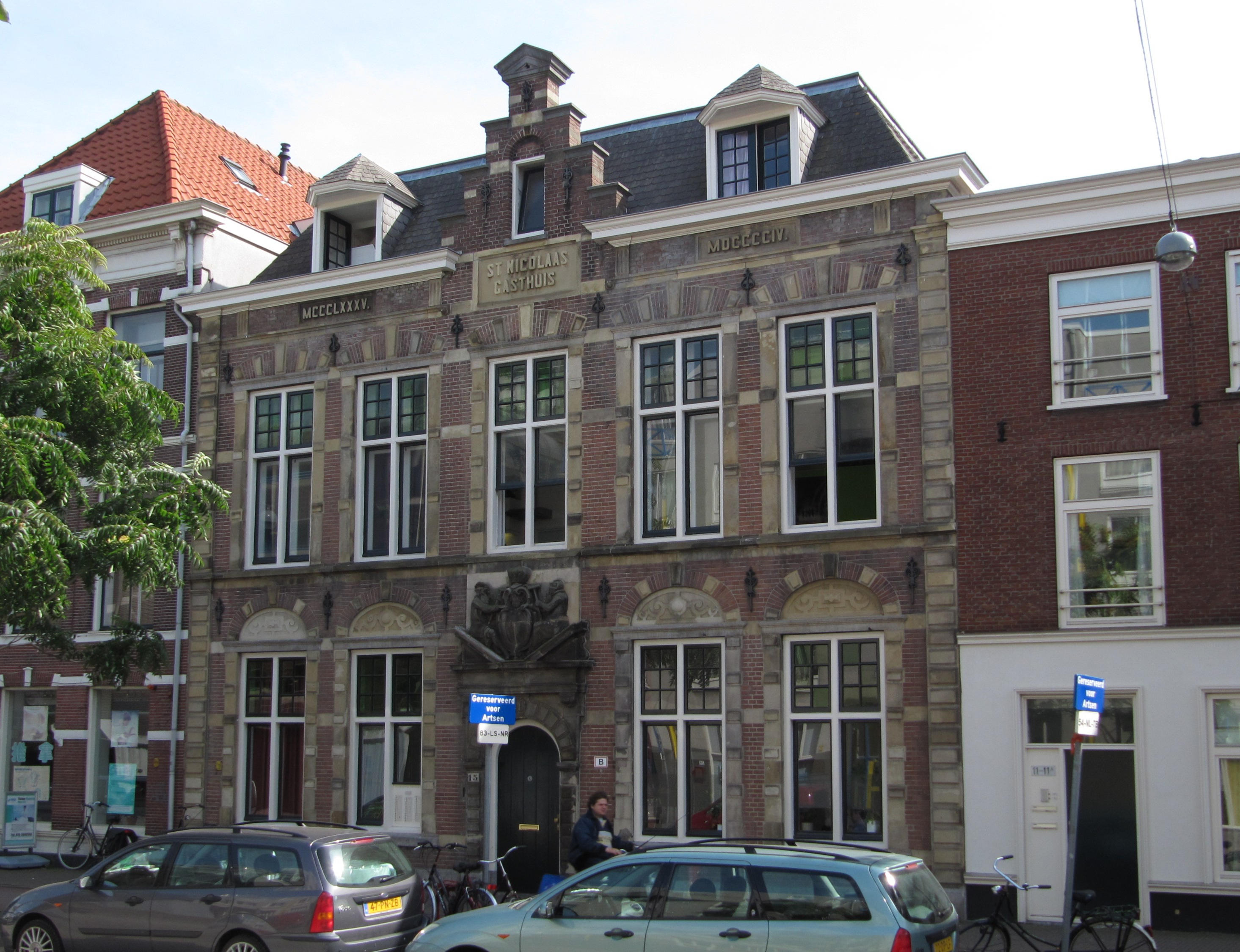
Amsterdamse Veerkade 15, Sint-Nicolaasgasthuis, rijksmonument

Tot zeker 1900 was de gracht aankomst- en vertrekpunt van pakschuitdiensten naar Amsterdam, Rotterdam en Utrecht. In de loop van de eeuwen veranderde de naam van de gracht herhaaldelijk van inofficiële naam – officiële straatnaambordjes en naamgeving zoals we in de 21e eeuw toepassen, bestonden nog niet – en zo werden benamingen als Eerste, Tweede en Derde Veerkade en Rotterdamse Veerkade (omdat de trekschuit naar Rotterdam er toen vertrok) gehanteerd. Voor en na 1900 werden vele grachten in Den Haag gedempt. Redenen waren er te over: de grachten werden als afvalbak en riool gebruikt, wat zorgde voor veel stankoverlast; daarnaast was er verkeersoverlast, wegtrekken van de bedrijvigheid naar industriegebieden, en de opkomst van het goederenverkeer per trein en vrachtwagen in plaats van per boot. In de visie van het gemeentebestuur was een gedempte gracht een mooier en hygiënischer gezicht en kon door de plotseling verkregen breedte een verkeersader worden aangelegd. Het Spui werd daar met de demping en de aanleg van de paardentram net als de Amsterdamse Veerkade uiteindelijk het "slachtoffer" van. Zo werd de basis gelegd voor wat men eind 20e eeuw een 'verkeersriool' ging noemen. Vanaf 1877 reden er echter al paardentrams over het Spui. De Amsterdamse Veerkade is – net als de Stille Veerkade – gedempt tussen 1901 en 1903 en tegelijkertijd werden alle grote lindebomen gerooid. In de plaats ervoor kwam een brede middenberm die als wandelpad kon fungeren en twee rijen nieuwe boomaanplant. In 1905 werd de paardentram vervangen door de elektrische lijn 1 (1e). Deze reed op een nu merkwaardige manier. Komend vanaf het station Hollands Spoor vanuit de Wagenstraat draaiden de trams van lijn 1 de Veerkade op en reden aan de verkeerde kant van de weg tegen het verkeer in naar het Spui. In de andere richting reed lijn via Gedempte Gracht en Wagenstraat. In 1906 ging lijn 6 in één richting over Stille Veerkade en Amsterdamse Veerkade rijden. In 1919 kwam lijn 4 er bij op de routes van lijn 1; vanaf 1920 lijn 9, en in 1926 nog even lijn 8. Deze situatie voldeed tot mei 1926 toen de Amsterdamse Veerkade tramloos werd vanwege een nieuw traject via het Zieken. Tot de Tweede Wereldoorlog was er sprake van een gewone woonwijk met een toenemende verkeersdruk.
De algehele verpaupering van het Spuikwartier liet na de oorlog ook zijn sporen na op de Amsterdamse Veerkade. De gevelwand aan de noordzijde – de even huisnummers – was er slecht aan toe en stond jarenlang op de sloopkogel te wachten. De volledige afbraak van Schedeldoeks- en Ammunitiehaven leverde het Prins Bernardviaduct op dat feitelijk een eenvoudige afslag van de Utrechtse Baan richting centrum was. De bedoeling was dit viaduct met een vierbaans weg over de Veerkades, achter de Boekhorststraat door met de Jan Hendrikstraat te verbinden. Dit plan kreeg in de jaren 1970 de naam Dwarsweg. Toen deze plannen bekend waren verpauperde de buurt snel want geconfronteerd met dit plan investeerde niemand meer in de woonfunctie van de panden. De gemeente kocht panden alvast op en liet ze vervolgens aan hun lot over.
De werkgroep Dooievaar slaagde erin, net als met de plannen voor de Haagse semi-metro, het publiek de gevolgen te laten zien van de aanleg van een dwarsweg. Zo mobiliseerde zij veel verzet. In 1981 stemde de toen door links gedomineerde gemeenteraad, onder leiding van ex-activist en toen PvdA-wethouder Adri Duivesteijn, uiteindelijk tegen de aanleg van de Dwarsweg. Toen in 1990 een deel van het Prins Bernardviaduct werd gesloopt ontstond er letterlijk ruimte voor een andere invulling van de straat; de in de jaren 1970 gebouwde bovengrondse parkeergarage is echter nog een zichtbaar overblijfsel van de plannen.
De luchtvervuiling op de Veerkades nam toe doordat door de bouw van het Haagse tramtunnel (gestart in 1996) de Grote Marktstraat werd afgesloten en alle buslijnen vanaf het Centraal Station en het particuliere verkeer de kades als verkeersroute gingen gebruiken. Het betrof alle interlokale buslijnen naar het Westland en Delft en de HTM-buslijnen 18 en 25. In 2005 genoot dit deel van de Haagse binnenstad de eer de slechtste luchtkwaliteit van Nederland te hebben. Een meetpaal die in de straat geplaatst was, was op de internetsite van de RIVM te volgen en bevestigde het beeld. De normen die de overheid zich opgelegde aangaande minimale luchtkwaliteit kon zij op de Veerkade niet handhaven. Als eerste maatregel werden de buslijnen ingekort tot de Grote Markt (lijn 25) en de Westlandse bussen tot het ziekenhuis Leyenburg. Het Haagse Verkeerscirculatieplan heeft deze situatie sterk verbeterd. Doorgaand verkeer richting Prinsengracht is niet meer mogelijk en de straat is opnieuw ingericht. Er is één rijbaan voor het verkeer overgebleven, er zijn nieuwe bomen geplaatst en de fietser heeft eigen fietspaden.
Van de oorspronkelijke bebouwing is aan de noordzijde, de even genummerde kant, bijna niets meer overgebleven. Een bovengrondse parkeergarage, jaren 1970 nieuwbouw en het hoekpand van het Theater aan het Spui domineren deze straatkant; aan de oneven zijde is het gebouw van het oude Sint Nicolaas Gasthuis, nummer 15, nog een van de oude panden terwijl nummer 33 op de hoek van de Kranestraat een voorbeeld is van een 19e-eeuws stadspaleisje met prachtige Jugendstil glas-in-loodramen.
Straten: Achterom · Alexanderstraat · Van Alkemadelaan · Amaliastraat · Amsterdamse Veerkade · Benoordenhoutseweg · Bezuidenhoutseweg · Cantaloupenburg · Denneweg · Fluwelen Burgwal · Geest · Gravenstraat · Groenewegje · Groot Hertoginnelaan · Grote Marktstraat · Herengracht · Heulstraat · Hogewal · Hooigracht · Javastraat · Juffrouw Idastraat · Kazernestraat · Kneuterdijk · Korte Vijverberg · Korte Voorhout · Laan Copes van Cattenburch · Laan van Meerdervoort · Laan van Nieuw Oost-Indië · Lange Beestenmarkt · Lange Poten · Lange Vijverberg · Lange Voorhout · Lijnbaan · Mallemolen · Mauritskade · Melis Stokelaan · Van Merlenstraat · Molenstraat · Nassaulaan · Nieuwe Haven · Nieuwe Schoolstraat · Nieuwe Uitleg · Nobelstraat · Noordeinde · Oude Boomgaardstraat · Oude Molstraat · Parkstraat · Paviljoensgracht · Piet Heinstraat · Prinsegracht · Prinsessegracht · Prinsestraat · Rijswijkseweg · Riouwstraat · Schalk Burgerstraat · Schedeldoekshaven · Schelpkade · Schenkkade · Scheveningseveer · Scheveningseweg · Schuddegeest · Slijkeinde · Smidswater · Sophialaan · Sportlaan · Spui · Spuistraat · Surinamestraat · Theresiastraat · Torenstraat · Tournooiveld · Trekvlietplein · Turfmarkt · Vaillantlaan · Vondelstraat · Wagenstraat · Weimarstraat · Westeinde · Wijnhaven · Witte de Withstraat · Zeestraat

Pleinen: Alexanderplein
· Anna Paulownaplein
· Bankaplein
· Binnenhof
· Buitenhof
· Burgemeester De Monchyplein
· Clioplein
· Elandplein 
· Esperantoplein
· Groenmarkt
· Grote Markt
· Hofplaats
· Kerkplein
· Koningsplein
· Loosduinse Hoofdplein
· Malieveld
· Muzenplein
· Nassauplein
· Plaats
· Plein
· Plein 1813
· Prins Hendrikplein
· Prinsenvinkenpark
· Regentesseplein
· Rond de Grote Kerk
· Spuiplein
· Tournooiveld
· Vaillantplein
· Varkenmarkt
· Visbanken
· Wijnhaven